# 杨涵玉
杨涵玉（1999年10月12日—），曾用名杨柳，山东淄博人，中国女子排球运动员，中国国家女子排球队成员。她随中国队获得了2017年世界青年女排锦标赛冠军和MVP，以及2018年女排世锦赛季军和2019年女排世界杯冠军。